# Rupia mauriciana
A rupia mauriciana (símbolo: ₨; ISO 4217 código: MUR) é a moeda oficial de Maurício. Cada rupia se divide em 100 centavos. Várias outras moedas também são chamadas de rupia.
A rupia foi instaurada por lei em 1876 como moeda local de Maurício. A rupia foi escolhida devido a massiva circulação de rupias indianas em razão da imigração de cidadãos indianos em Maurício. A moeda foi adotada em 1877 em substituição da rupia indiana, a libra esterlina e o dólar mauriciano, moedas anteriormente em circulação na ilha.